# Varzim Sport Club
El Varzim Sport Club (abreviado en Varzim SC) es el club de fútbol principal de Póvoa de Varzim. Actualmente juega en la Terceira Liga, la tercera categoría del Fútbol en Portugal.
Se fundó el 25 de diciembre de 1915, entonces con la denominación de Varzim Foot-Ball Club.
El Varzim tiene su propio estadio, cerca de la playa y de otros equipamientos deportivos, en la zona norte de la ciudad.

## Palmarés
- Segunda División de Portugal (4): 1962–63, 1975–76, 1995–96, 2011–12
- Tercera División de Portugal (1): 1961–62
- Liga Intercalar (1): 2007–08

## Jugadores

### Jugadores destacados
- Adão
- Alexandre
- António Jesus
- António Lima Pereira
- Bruno Alves
- Bruno Vale
- Daniel Candeias
- Eliseu
- Eliseu Ramalho
- Fernando Bandeirinha
- Fernando Brassard
- Fernando Folha
- Geraldo Alves
- Gonçalo Abreu
- Gonçalo Graça
- Hélder Postiga
- Henrique Hilário
- João Alves
- João Fonseca
- João Paulo
- Jorge Luís
- Lionel Medeiros
- Luís Neto
- Marafona
- Nélson Fernandes
- Nuno Rocha
- Nuno Santos
- Pedrinho
- Pedro Santos
- Ricardo Formosinho
- Ricardo Nascimento
- Ricardo Neves
- Rui Barros
- Salvador Agra
- Tiago Carneiro
- Tibi
- Toni Vidigal
- Yazalde
- Vata
- Paulo Figueiredo
- Marco Abreu
- Marcelo Pontiroli
- Gilmar
- Roberto
- Ruzin Kerimov
- Ernest Ebongué
- Fredson
- Gérard Roland
- Lino
- Wandeir
- Fumo
- Dmitri Prokopenko
- Aleksandar Šarić
- Lamin Conteh
- Javi Guerra
- Miran
- Torres Mestre

## Entrenadores
- José Torres (1982-1984)
- Félix Mourinho (1984-1985)
- Henrique Calisto (1985-1988)
- António Fidalgo (1988-1989)
- Manuel de Oliveira (1989-1990)
- Henrique Calisto (1990)
- Eurico Gomes (1990-1991)
- Ruben Cunha (1991)
- Bernardino Pedroto (1991-1992)
- Álvaro Carolino (1992)
- Ruben Cunha (1992-1993)
- Nicolau Vaqueiro (1993-1994)
- Horácio Gonçalves (1994-1998)
- José Alberto Torres (1998-1999)
- Rogério Gonçalves (1999-2002)
- José Alberto Costa (2002)
- Luís Campos (2002-2003)
- Rogério Gonçalves (2003-2004)
- Abilio Novais (2004)
- José Dinis (2004-2005)
- Horácio Gonçalves (2005-2006)
- Eduardo Esteves (2006-2007)
- Diamantino Miranda (2007-2008)
- Rui Dias (2008)
- Eduardo Esteves (2008-2011)
- Dito (2011-2012)
- Octávio Moreira (2012)
- José Augusto (2012–2014)
- Alexandre Vila Cova (2014)
- Vítor Paneira (2014–2015)
- Quim Berto (2015)
- Nuno Capucho (2015–2016)
- Armando Evangelista (2016)
- Joao Eusébio (2016–2017)
- Nuno Capucho (2017–2018)
- Fernando Valente (2018–2019)
- César Peixoto (2019)
- Paulo Alves (2019–2020)
- Miguel Leal (2020–)

## Presidentes desde 1930
| - Dr. José Sá (1930-1935) - João Baptista (1935-1937) - Manuel Frasco (1937-1940) - Dr. Armindo Graça (1940-1947) - Manuel Dias (1947-1951) - Luís Rodrigues (1951-1953) - Domingos Barbosa (1953-1954) - Manuel Frasco (1954-1955) - Dr. Armindo Graça (1955-1956) - Alípio Oliveira (1956-1958) - Capitão Amílcar Monteiro (1958-1959) - António Duarte (1959-1960) - Dr. João Guerreiro (1960-1964) - Dr. Armando Faria (1964-1965) - Alípio Oliveira (1965-1966) - Dr. Armando Faria (1966-1967) | - Fernando Castro (1967-1968) - Eng.º António Castro (1968-1969) - Dr. João Fernando (1969-1970) - Manuel Pereira (1970-1971) - Dr. Armindo Graça (1971-1972) - Dr. João Fernando (1972-1974) - Padre Manuel Silva (1974-1978) - Dr. Rui Azevedo (1978-1979) - Francisco Troina (1979-1982) - Lídio Marques (1982-1988) - Domingos Castro (1988-1990) - Avelino Monte (1990-1992) - Dr. João Fernando (1992-1994) - Lídio Marques (1994-2000) - João Oliveira (2000-2004) - José Castro (2004-2012) |